# 博爾科瓦河
博爾科瓦河（烏克蘭語：Боркова），是烏克蘭西北部的河流，屬於戈倫河的右支流。該河發源自特里科普齊附近，流經里夫內州的里夫內區，河道全長19公里。